# Jean-Marc Henaux
Jean-Marc Henaux né le 7 juillet 1976 à Nîmes dans le Gard est un professeur d'harmonica et harmoniciste français professionnel.

## Biographie
Harmoniciste depuis 1994 dans le sud de la France notamment à Montpellier, il s'installe en région parisienne au début des années 2000 pour effectuer un stage de perfectionnement auprès de Greg Szlapczynski à l’école Le Souffle du Blues à l'Utopia (Paris).
Il est le cofondateur en 2005 du groupe Shake Your Hips ! qui reçoit le 2e prix du Festival d'Harmonica de Vauréal en 2006, le 1er prix du Festival Blues les Rendez-Vous de l'Erdre en 2007 et le Prix Blues sur Seine catégorie électrique au Tremplin Blues sur Seine 2007 .
Shake Your Hips ! publie 3 albums et un EP enregistré au studio Sun de Memphis, et apparaît sur plusieurs compilations blues. Le groupe effectue une tournée au Québec en 2012 dans plusieurs festivals dont le FestiBlues international de Montréal, et représente la France en 2013 à l'International Blues Challenge de la Blues Foundation à Memphis (Etats-Unis) puis en 2014 à l'European Blues Challenge à Riga (Lettonie).
Jean-Marc Henaux a joué en duo pendant 7 ans avec le guitariste chanteur Alain Giroux pionnier de la guitare picking blues en France, avec lequel il a réalisé un album et une tournée en Espagne en 2012.
Désormais installé dans la région de Valence, Il joue avec différents artistes dont le trio Little Sam Blues Band .
Il anime une soirée "Jam Blues" mensuelle à Valence, coorganise la soirée de Blues Lès Valence et est professeur d'harmonica. 
Il est en partenariat avec la marque d'harmonicas Hohner  et développe en 2022, avec le constructeur Val Martins, le premier amplificateur français dédié à l'harmonica, le modèle signature "Le Marin" .

## Discographie
Albums
- 2006 cd "Caroline's Smile" groupe Shake Your Hips
- 2010 Double cd "Blues Twins" groupe Shake your Hips
- 2012 EP "Meeting in the South" duo Alain Giroux
- 2013 EP " Sun Studio/Memphis" groupe Shake Your Hips
- 2015 cd "White SYH" groupe Shake Your Hips
- 2017 cd "LSBB" trio Little Sam Blues Band

Participations
- 2004 cd "Le Roi Du Palace" Eric Abergel
- 2008 cd Tremplin Blues sur Seine
- 2009 cd "Zee" groupe Blues Power Band
- 2009 cd "Involt and Friends" groupe Involt
- 2011 cd "Montparnasse à Montréal" Mike Lécuyer (label Bluesiac)
- 2011 EP "Je Vis Ma Vie" Mehran
- 2012 cd "Radio Poussière" groupe Manuto
- 2013 Double cd "MooonSet MooonRise" groupe Alexx & Mooonshiners
- 2014 cd " Midnight Daydreaming "groupe The Steady Rollin' Men